# Torneo Nacional de Clubes 2022
El Torneo Nacional de Clubes de 2022 fue la vigésimo quinta edición del torneo de rugby más importante de clubes de Argentina.

## Formato
Se enfrentaron los campeones de los dos principales torneos de rugby de Argentina, el Torneo de la URBA y el Torneo del Interior A.

## Participantes
| Liga                       | Ganador            |
| -------------------------- | ------------------ |
| Top 13 de la URBA 2022     | Hindú Club         |
| Torneo del Interior A 2022 | Duendes Rugby Club |

## Encuentro
| 19 de noviembre de 2022 | Hindú Club | 34 - 16 | Duendes Rugby Club | Cancha de Hindú, Don Torcuato |  |

| Bandera de Argentina |
| Campeón Hindú Club   |
| Undécimo título      |